# باریلان
باریلان (انگلیسی: Barellan) یک شهر کوچک در ناراندرا شایر در ریورینا نیو ساوت ولز، استرالیا است. در سرشماری سپتامبر ۲۰۱۶ جمعیت آن به ۵۳۸ نفر کاهش یافت. این شهر یک شهر بزرگ گندم است که در برلی گریفین با سیلوهای مشخصه و توابع اصلی به عنوان یک مرکز خدماتی برای مناطق اطراف کشاورزی مورد استفاده قرار می‌گیرد.